# Список символов Западной Виргинии
В список включены символы штата Западная Виргиния, США.

## Государственные символы
| Тип        | Наименование                                  | Год        | Изображение                       |
| ---------- | --------------------------------------------- | ---------- | --------------------------------- |
| Герб штата | Герб Западной Виргинии                        | 1863       | The Coat of Arms of West Virginia |
| Флаг       | Флаг Западной Виргинии                        | 1929       | Flag of West Virginia             |
| Девиз      | Montani Semper Liberi (Горцы всегда свободны) | 1863, 1872 | —                                 |
| Печать     | Печать Западной Виргинии                      | 1863       | The Great Seal of West Virginia   |

## Растения и животные
| Тип       | Наименование        | Год        | Изображение            |
| --------- | ------------------- | ---------- | ---------------------- |
| Зверь     | Барибал             | 1954, 1973 | Black bear             |
| Птица     | Кардинал            | 1949       | Cardinal               |
| Бабочка   | Монарх              | 1995       | Monarch butterfly      |
| Рыба      | Голец (Палия)       | 1973       | Brook trout            |
| Цветок    | Рододендрон         | 1903       | Rhododendron           |
| Фрукт     | Яблоко              | 1972       | Golden Delicious apple |
| Фрукт     | сорт Голден Делишес | 1995       | Golden Delicious apple |
| Насекомое | Пчела               | 2002       | Honey bee              |
| Рептилия  | Полосатый гремучник | 2008       | Timber rattlesnake     |
| Дерево    | Сахарный клён       | 1949       | Sugar maple            |

## Геология
| Тип        | Наименование           | Год  | Изображение       |
| ---------- | ---------------------- | ---- | ----------------- |
| Ископаемое | Мегалоникс Джефферсона | 2008 | —                 |
| Минерал    | корал Литостротионелла | 1990 | Lithostrotionella |
| Минерал    | Каменный уголь         | 2009 | Coal              |
| Почва      | Моногиела              | 1997 | —                 |

## Культура
| Тип                  | Наименование                       | Год        | Изображение |
| -------------------- | ---------------------------------- | ---------- | ----------- |
| Цвета                | Старое золото и синий              | 1963       |             |
| Официальный праздник | 20 июня — День Западной Виргинии   | 1927       | —           |
| Песня                | "West Virginia My Home Sweet Home" | 1947, 1963 | —           |
| Песня                | "The West Virginia Hills"          | 1961, 1963 | —           |
| Песня                | "This is My West Virginia"         | 1963       | —           |
| Песня                | "Take Me Home, Country Roads"      | 2014       | —           |
| Тартан               | Шаль Западной Виргинии             | 2008       | —           |